# Одиниці енергії
Одини́цями ене́ргії, як кількісної міри руху і взаємодії матерії, у Міжнародній системі одиниць (SI) є джоуль, у системі СГС — ерг. У фізиці енергія зазвичай позначається латинською літерою E. Крім цих основних одиниць вимірювання енергії на практиці використовується багато інших зручних для конкретного застосуванні одиниць.
У фундаментальних термінах одиниця енергії збігається з одиницею роботи 1 джоуль і дорівнює 1 ньютон-метру, а в основних одиницях SI:
{\displaystyle 1\ \mathrm {J} =1\ \mathrm {kg} \left({\frac {\mathrm {m} }{\mathrm {s} }}\right)^{2}=1\ {\frac {\mathrm {kg} \cdot \mathrm {m} ^{2}}{\mathrm {s} ^{2}}}}.
Одиницею енергії, що використовується в атомній фізиці та фізиці елементарних частинок є електронвольт (еВ). 1 еВ є еквівалентний 1,602176634·10-19 Дж
У спектроскопії 1 см−1 ≈ 0,0001239842 еВ використовується для представлення енергії, так як величина енергії є обернено пропорційною до довжини електромагнітної хвилі відповідно до рівняння {\displaystyle E=h\nu =hc/\lambda }.
У галузях виробництва та споживання енергії часто використовуються еквівалент бареля нафти або тонна нафтового еквівалента.

## Британські імперські/американські звичайні одиниці
В британських імперських одиницях та звичайних одиницях США енергія і робота мають розмірність фут-фунт-сила (1,3558 Дж), використовуються також Британська теплова одиниця (англ. British thermal unit, BTU), яка може мати різні значення, близькі до 1055 Дж, кінська сила-година (2,6845 МДж), а також бензиновий галоновий еквівалент (англ. Gasoline gallon equivalent, GGE) близький до 120 МДж.

## Електроенергетика
За одиницю вимірювання електричної енергії, зокрема при оплаті комунальних послуг використовується кіловат-година (кВт·год); одна кіловат-година є еквівалентною 36 мегаджоулям. Споживання електроенергії часто вказується в одиницях кіловат-годин за рік чи інший період часу. Насправді це буде розмірність середнього споживання потужності, тобто середньої швидкості передавання енергії. Одна кіловат-година на рік відповідає приблизно потужності 0,11 Вт.

## Природний газ
Природний газ часто при продажу обліковується в одиницях енергетичного вмісту або об’єму. Звичайними одиницями при продажі за вмістом енергії є джоулі або терми. Один терм еквівалентний приблизно 1,055 МДж. Зазвичай одиницями продажу за об’ємом є кубічний метр або кубічний фут. Природний газ у США продається в термах або сотнях кубічних футів (100 ft3 = 1 Ccf). В Астралії природний газ обліковується у кубічних метрах. Один кубічний метр містить близько 38 мегаджоулів. У більшій частині світу природний газ при продажу обліковується в гігаджоулях.

## Харчова промисловість
Калорія визначається як кількість теплової енергії, що необхідна для підвищення температури одного грама води на 1 градус Цельсія від температури 14,5 °C при тиску 1 атм. У термохімії використовується калорія, що відповідає 4,184 Дж, але також визначено й інші калорії, наприклад калорія у Міжнародних таблицях водяної пари (англ. International Steam Table) відповідає 4,1868 Дж. У багатьох регіонах енергетичний вміст  харчових продуктів вимірюють у великих калоріях або кілокалоріях, що дорівнюють 1000 калорій, іноді пишуться з великої літери як «Калорія». У Європейському Союзі маркування харчової енергії в джоулях є обов’язковим, і часто у калоріях як додаткова інформація.

## Атомна фізика і хімія
В атомній фізиці та хімії прийнято вимірювати енергію за атомною шкалою у зручній одиниці електронвольт (еВ), що не належить до SI. 1 еВ еквівалентний кінетичній енергії, яку набуває електрон при проходженні через різницю потенціалів 1 вольт у вакуумі. Зазвичай використовують з еВ префікси величин SI (наприклад, мілі-, мега- тощо). Через релятивістську еквівалентність між масою та енергією еВ також іноді використовується як одиниця маси. Гартрі (атомна одиниця енергії) позасистемна одиниця енергії, що зазвичай використовується у розрахунках енергетичних рівнів атомів і молекул. Історично використовувалася одиниця Ридберґ. Один Ридберґ дорівнює половині Гартрі, що дорівнює 13,6056923(12) еВ.

## Спектроскопія
У спектроскопії та суміжних галузях прийнято вимірювати рівні енергії в одиницях обернених сантиметрів. Ця одиниця (см−1) є, строго кажучи, не одиницею енергії, а одиницею, пропорційною до енергії, з {\displaystyle hc\sim 2\cdot 10^{-23}}Дж см.

## Вибухотехніка
При вибуху грам тринітротолуолу (тротилу) виділяє від 4100 до 4600 джоулів (980-1100 калорій). При означенні тротилового еквівалента його було представлено у кілокалоріях (1 ккал = 4184 джоулі), що дало значення 4,184 гігаджоуля (1 мільярд калорій) для тонни тротилу.